# Fillmore (California)
Fillmore es una ciudad situada en el condado de Ventura, California, Estados Unidos. Tiene una población estimada, a mediados de 2023, de 17 120 habitantes.

## Geografía
La localidad está ubicada en las coordenadas 34°23′56″N 118°55′03″O / 34.39889, -118.91750 (34.398958, -118.91746). Según la Oficina del Censo, tiene una superficie de 8.55 km², correspondientes en su totalidad a tierra firme.

## Demografía
Según la estimación 2018-2022 de la Oficina del Censo, los ingresos medios de los hogares de la localidad son de $85 255 y los ingresos medios de las familias son de $88 608. Los ingresos per cápita en los últimos doce meses, medidos en dólares de 2022, son de $32 110. Alrededor del 6.8% de la población está por debajo de la línea de pobreza.

## En la cultura popular
Paleto Bay, la ciudad ficticia del videojuego Grand Theft Auto V, se basa en Fillmore.